# 로스 버틀러
로스 플레밍 버틀러(영어: Ross Fleming Butler, 1990년 5월 17일 ~ )는 미국의 배우이다. 드라마 《루머의 루머의 루머》에서 잭 뎀프시 역으로 잘 알려져 있다.

## 출연 작품
- 샤잠! (2019)
- 내가 사랑했던 모든 남자들에게: P.S. 여전히 널 사랑해 (2020) - 트레버 역
- 내가 사랑했던 모든 남자들에게: 언제나 그리고 영원히 (2021) - 트레버 역
- 샤잠! 신들의 분노 (2023) - 수퍼 히어로 유진 역